# Société d'encouragement au progrès
Pour les articles homonymes, voir Société d'encouragement.
La Société d'encouragement au progrès (SEP) est une association reconnue d'utilité publique.

## Historique
Fondée le 18 janvier 1908 sous la forme d'association loi de 1901, la SEP a été reconnue d'utilité publique par décret du 25 mars 1925.
La Société est lauréate de l'Académie française et Médaille de vermeil de la Ville de Paris.
Aujourd'hui, la société collabore avec d'autres sociétés savantes comme la Société d'encouragement pour l'industrie nationale.

### Fondateurs
Des politiques et des scientifiques de renom désirent encourager le progrès. Ils sont Albert Lebrun, ancien Président de la République, Paul Painlevé mathématicien et homme politique, Louis Paul Cailletet, physicien, Auguste et Louis Lumière appelés les Frères Lumière, Édouard Belin, ingénieur et inventeur, Édouard Branly, physicien et médecin.
La remise des médailles est annuelle et se déroule historiquement au Sénat.

## Lauréats
Parmi les médaillés, on distingue notamment :
Louis Lépine (1910), Édouard Branly (1914), Clément Adler (1920), Louis Blériot (1935), le Maréchal Jean de Lattre de Tassigny (1947), Albert Schweitzer (1959), Marcel Pagnol (1961), Paul-Émile Victor (1965), Raoul Follereau (1969), Louis Leprince-Ringuet  (1972)Jacques-Yves Cousteau (1973), Jean-Loup Chrétien (1990), Line Renaud (2013), Catherine Maunoury (2017), Martine Leynaud Kieffer (2018), Thomas Pesquet (2020), Emmanuelle Charpentier (2023).

## Publication
L'organisation publie une revue trimestrielle La Tribune du progrès.